# Johann Wimberg
Johann Wimberg (* 26. September 1969 in Friesoythe) ist ein deutscher Politiker (CDU), Landrat des Landkreises Cloppenburg. 
Von 1996 bis 2014 war er Bürgermeister der Stadt Friesoythe.
Wimberg absolvierte eine Lehre zum Sparkassenkaufmann. Seit 1991 war er Mitglied im Stadtrat seiner Heimatstadt. Im Alter von nur 26 Jahren wurde er 1996 zum ehrenamtlichen Bürgermeister, 1998 zum ersten hauptamtlichen Bürgermeister gewählt und seitdem jeweils bestätigt. Wimberg ist Beisitzer im CDU-Landesverband Oldenburg und im Landesvorstand der CDU in Niedersachsen.
Am 25. Mai 2014 setzte er sich gegen zwei Gegenkandidaten in der Wahl zum Landrat des Landkreises Cloppenburg durch und wurde mit 70,16 % der Stimmen gewählt. Er trat sein Amt zum 1. November 2014 an und wurde damit Nachfolger von Hans Eveslage. Bei der Kommunalwahl am 12. September 2021 wurde er mit 69,45 % der Stimmen wiedergewählt und setzte sich somit gegen den SPD-Gegenkandidaten Stefan Riesenbeck durch.